# Гарсия Сосса, Джон
Джон Элиан Гарсия Сосса (исп. Jhon Elian García Sossa; родился 13 апреля 2000 года, Санта-Крус-де-ла-Сьерра, Боливия) — боливийский футболист, полузащитник клуба «Уачипато».

## Клубная карьера
Сосса — воспитанник клуба «Кальеха». В 2017 году Джон подписал контракт с чилийским «Уачипато». 31 марта 2018 года в матче против «Эвертона» из Винья-дель-Мар он дебютировал в чилийской Примере. Летом того же года для получения игровой практики Сосса был отдан в аренду в «Депортес Ла-Серена». 12 августа в матче против «Рейнджерс» из Талька он дебютировал за новую команду. В начале 2019 года Сосса на правах аренды перешёл в «Ориенте Петролеро».

## Международная карьера
В начале 2017 года Сосса в составе юношеской сборной Боливии принял участие в юношеском чемпионате Южной Америки в Чили. На турнире он сыграл в матчах против Чили, Эквадора, Колумбии и Уругвая.
24 марта 2018 года в товарищеском матче против сборной Кюрасао Сосса дебютировал за сборную Боливии. 